# 砂利採取法
砂利採取法 （じゃりさいしゅほう、昭和43年5月30日法律第74号）は、砂利採取業に関する法律である。
1968年5月30日に公布された。

## 概要
砂利採取法は、砂利採取業の登録、砂利の採取計画の認可等により、砂利採取に伴う災害を防止し、砂利採取業の健全な発達に資することを目的とする法律である。砂利採取業者登録、採取計画の認可、業務主任者試験等については、自治事務となっており、自治体が業務を行う。
1956年に旧砂利採取法（昭和31年法律第1号）が制定されたが、その後、昭和40年代前半から土木・建築工事の増大につれ砂利の使用量が急増した。採取に伴う災害が各地で頻発し、その災害規模及びその与える影響が深刻なものとなり社会的問題として取り上げられたことから、現行の砂利採取法が1968年5月30日に制定された。
なお、岩石（真砂土を含む）の採取の規制については、採石法によって定められている。

## 構成
- 第1章　総則
- 第2章　砂利採取業者の登録
- 第3章　採取計画の認可等
- 第4章　雑則
- 第5章　罰則
- 附則

## 資格
- 砂利採取業務主任者